# Улица Горького (Казань)
Улица Горького (тат. Горький урамы) — улица в историческом центре Казани. Имеет много архитектурных достопримечательностей. Важная транспортная магистраль от центра.

## Расположение
Улица Горького пролегает с запада на восток, в своём окончании переходя на северо-восток.
Начинается от перекрёстка с улицами Пушкина и Дзержинского и заканчивается перекрёстком с улицей Карла Маркса. Имеет пересечения с улицами Галактионова и Жуковского, Гоголя, Муштари, Толстого.
Начало улицы имеет значительный уклон (подъём).

## Транспортная функция

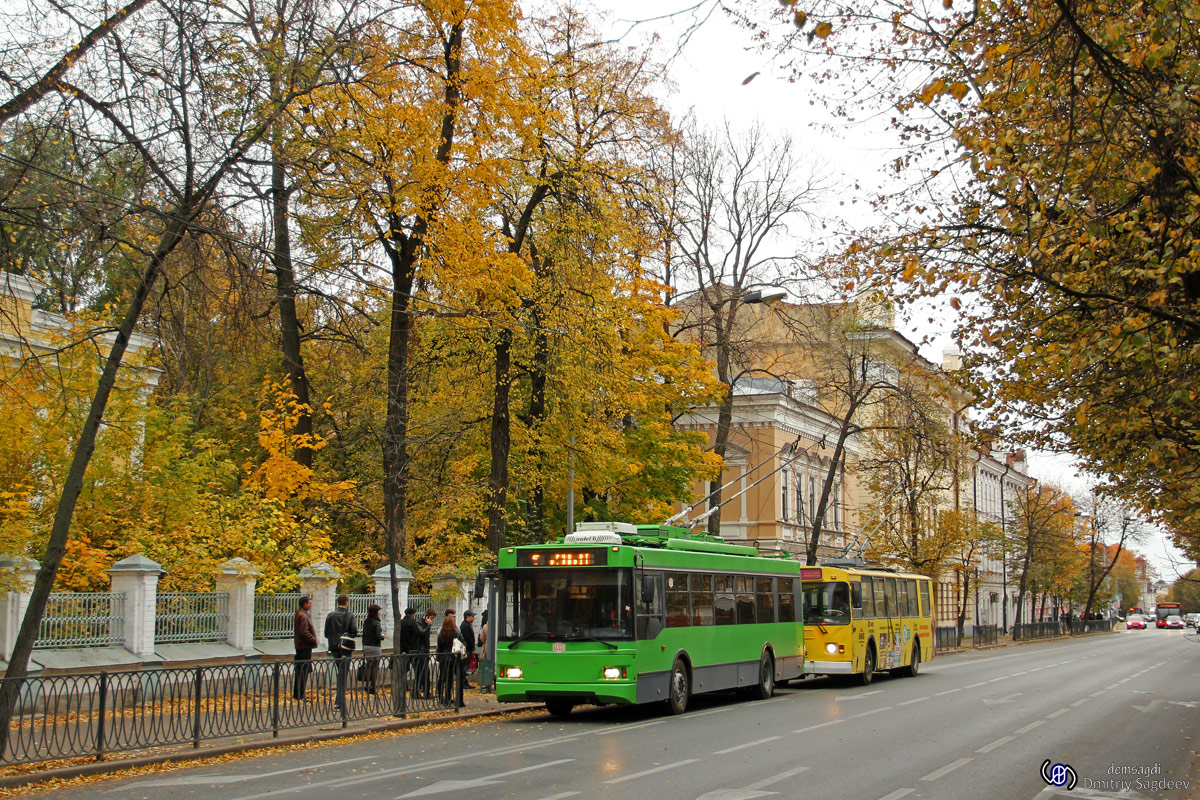
Троллейбусы на улице Горького

Улица долгое время была с двухсторонним движением, но в 2000-х годах стала односторонней (от улицы Пушкина к улице Карла Маркса) с 4-полосным движением. В 2012 году проведён капитальный ремонт проезжей части улицы.
По улице проходят маршруты автобусов (10, 30, 35а, 54, 63, 91) и троллейбусов (3, 5, 7, 8) от центра.

## Происхождение наименования
Улица получила название Большая Лецкая (Лядская) в 1798 году по указу императора Павла I, в честь проживавшего на ней отставного генерал-майора Алексея Петровича Лецкого. Дом Лецкого находился на месте входа в Лядской сад, который был в дальнейшем также назван фамилией (с небольшим искажением) генерал-майора.
В 1949 году название улицы было изменено в честь Максима Горького — русского писателя, прозаика, драматурга, проходившего в городе свои «казанские университеты» и работавшего в доме на этой улице (ныне музей).

Музей Горького

В начале 1950-х годов на улице был установлен бюст А. Пешкова на стене дома, в котором размещается музей А. М. Горького; в 1967 году вместо него был установлен новый бюст работы И. А. Новосёлова, ставший в 2023 году частью мемориальной композиции «Максим Горький и Фёдор Шаляпин».

## История и объекты
Застройка значимой городской улицы сразу преимущественно каменными зданиями велась в середине XIX и начале XX века. Самыми ранними строениями на улице можно назвать крупный дом Кекина, который по проекту И. П. Бессонова построили около 1850 года, здание женской гимназии Вагнер (до того, как перестроили) и деревянная усадьба Боратынских (построено в начале 1830 г.). Помимо них, также знаковыми, формирующими фасад улицы, городскими архитектурно-историческими памятниками являются здания Татарского государственного театра драмы и комедии имени Карима Тинчурина, исторической аптеки, генконсульства Турции, бывшего костёла (ныне корпус КАИ).
На улицу Горького выходит Лядской сад — одно из самых популярных мест отдыха в центре города, у входа в этот городской сквер установлен памятник Державину — точная копия памятника, существовавшего в Казани в 1847—1932 гг..
На территории Лядского сада в непосредственной близости от пересечения улиц Горького и Гоголя находится истинный географический центр Казани, в границах по состоянию на 2016 г. При этом, памятный знак «Географический центр Казани» находится на расстоянии одного километра от истинного географического центра на пересечении ул. Баумана и ул. Кави Наджми.
- № 11/2 — жилой дом предприятия п/я 296.[8]

## Известные жители улицы
- д. 25/28 — Боратынский, Евгений Абрамович — русский поэт первой половины XIX века.
- д. 15 — Кекин, Леонтий Владимирович — купец и домовледелец, ему также принадлежали два доходных дома на этой улице (см. Дом Кекина). Ныне в доме находится Телерадиокомпания «Татарстан — Новый век»
- д. 13 — Сайдашев, Салих Замалетдинович — композитор, один из основоположников татарской профессиональной музыки. Ныне в доме Мемориальный музей-квартира композитора.
- д. 17/9 — Муса Джалиль — татарский советский поэт, журналист, Герой Советского Союза. Ныне в доме Мемориальный музей-квартира поэта.
- д. 17/9 — Жиганов, Назиб Гаязович — композитор, педагог, народный артист СССР, Герой социалистического труда.
- д. 17/9 — Муртазин, Рашид Мусич — архитектор, автор здания КАИ на пл. Свободы (1954).
- д. 17/9 — Латыпов, Масгут Галеевич — композитор, дирижер, заслуженный деятель искусств ТАССР.
- д. 17/9 — Ильская, Фатыйма Салиховна — актриса, народная артистка РСФСР. Ныне в квартире проживает известная татарская актриса Халима Искандерова.
- д. 17/9 — Абжалилов, Халил Галеевич — актер, народный артист СССР.
- д. 17/9 — Рокицкий, Михаил Рафаилович — ученый, детский хирург, доктор медицинских наук, депутат ГД РФ 3 и 4 созывов.
- д. 20 (снесён) — Кокорев, Александр Михайлович — живописец.[9]

## Галерея

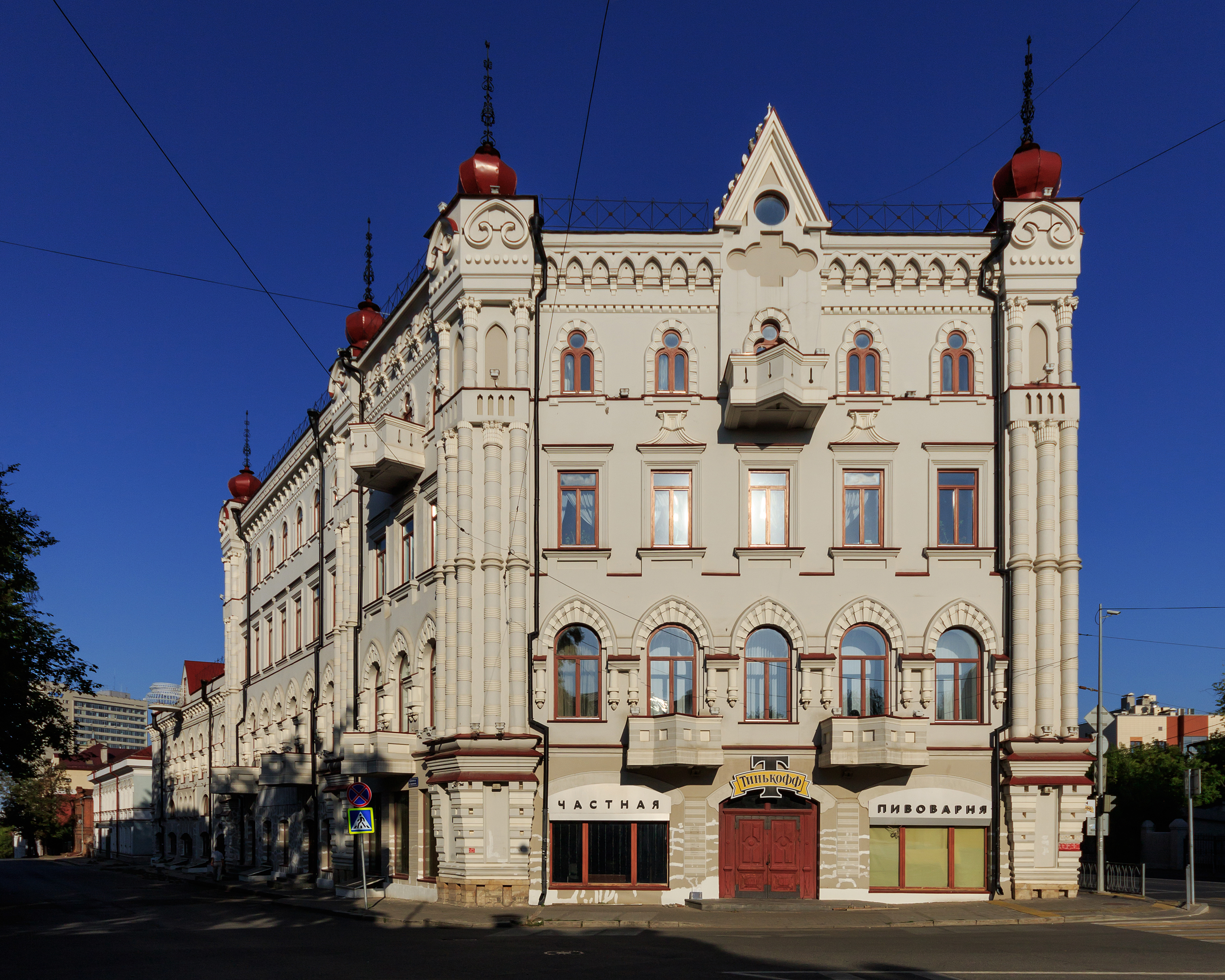
Дом Кекина
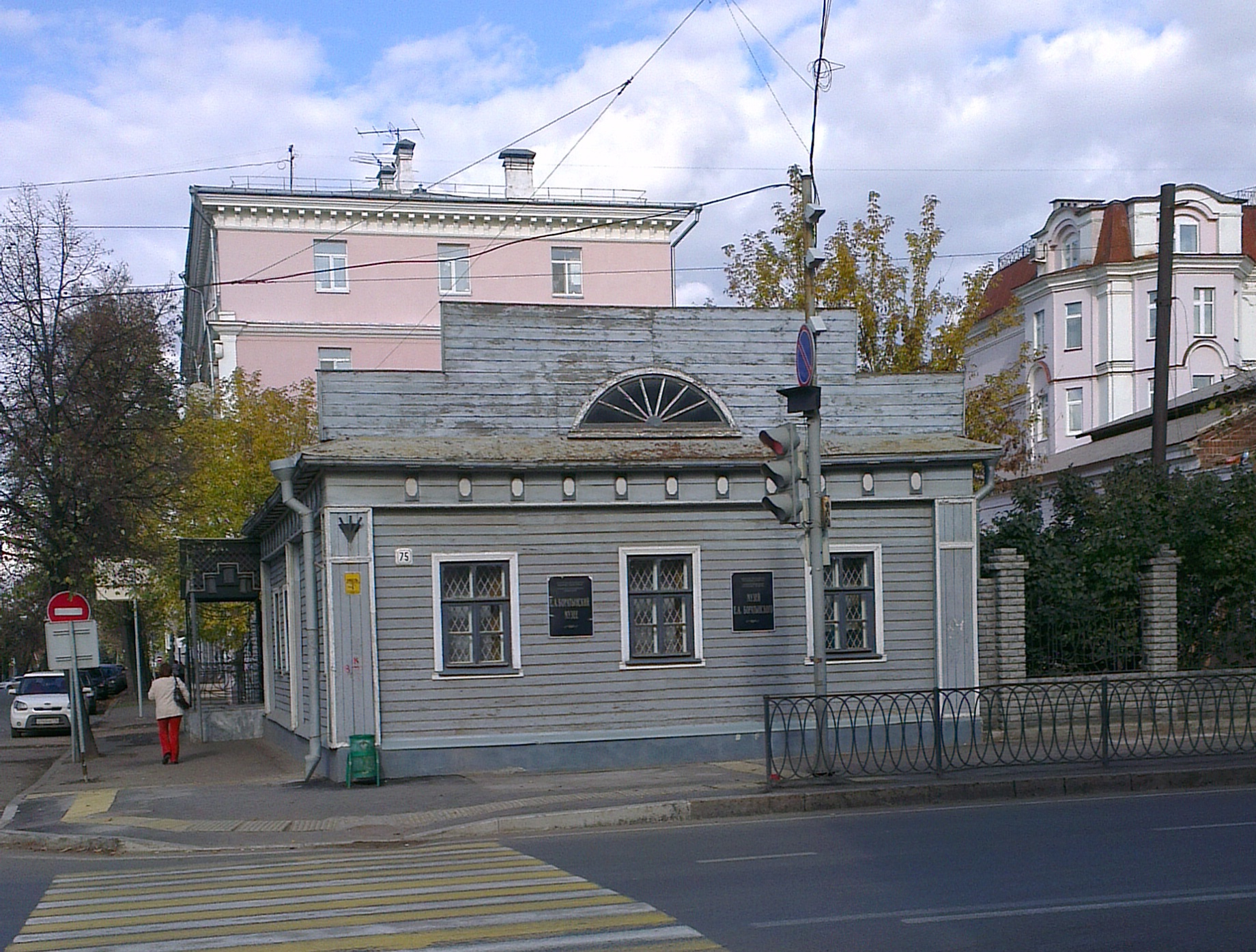
Музей Е. А. Боратынского
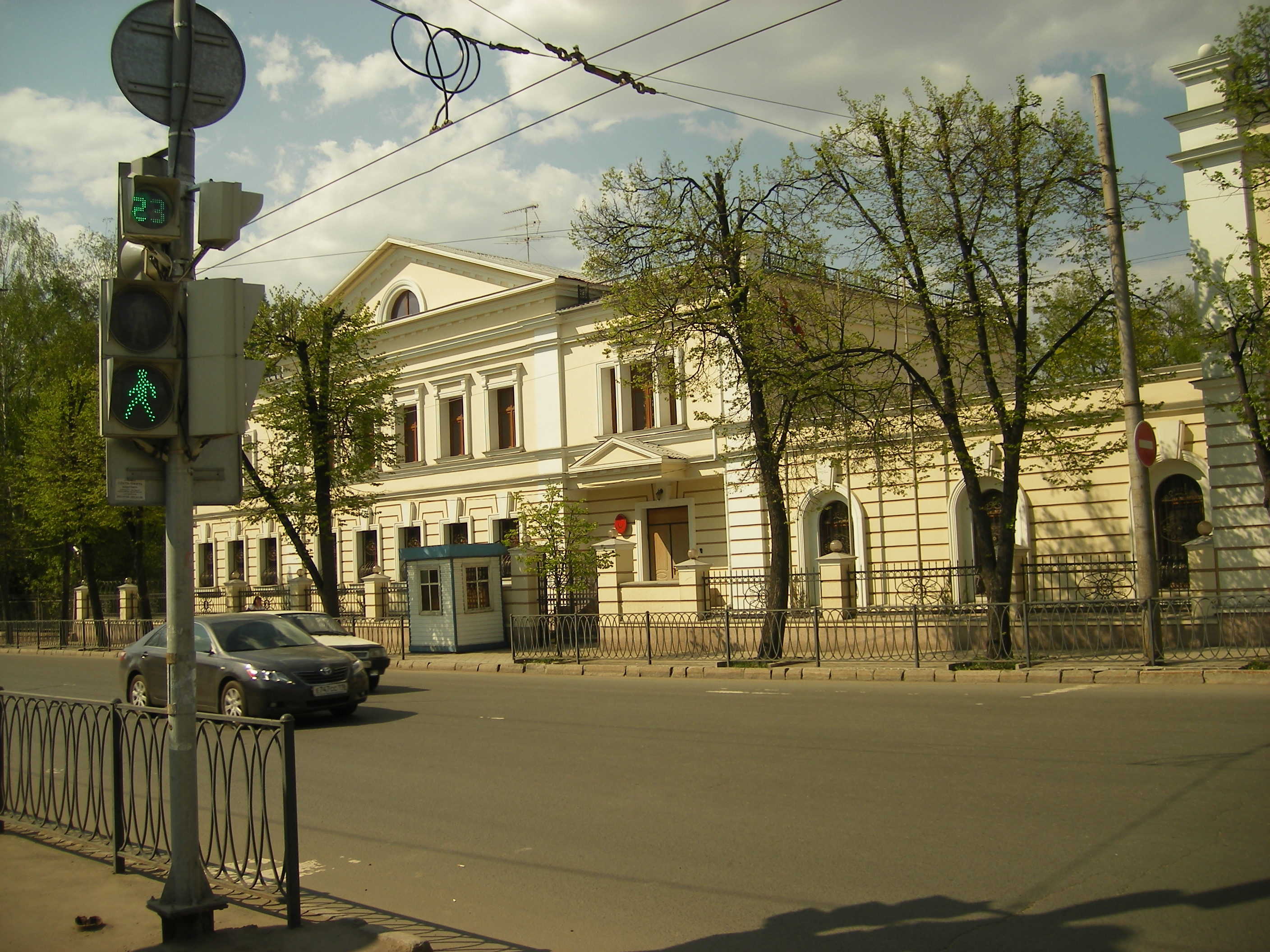
Турецкое генконсульство в Казани
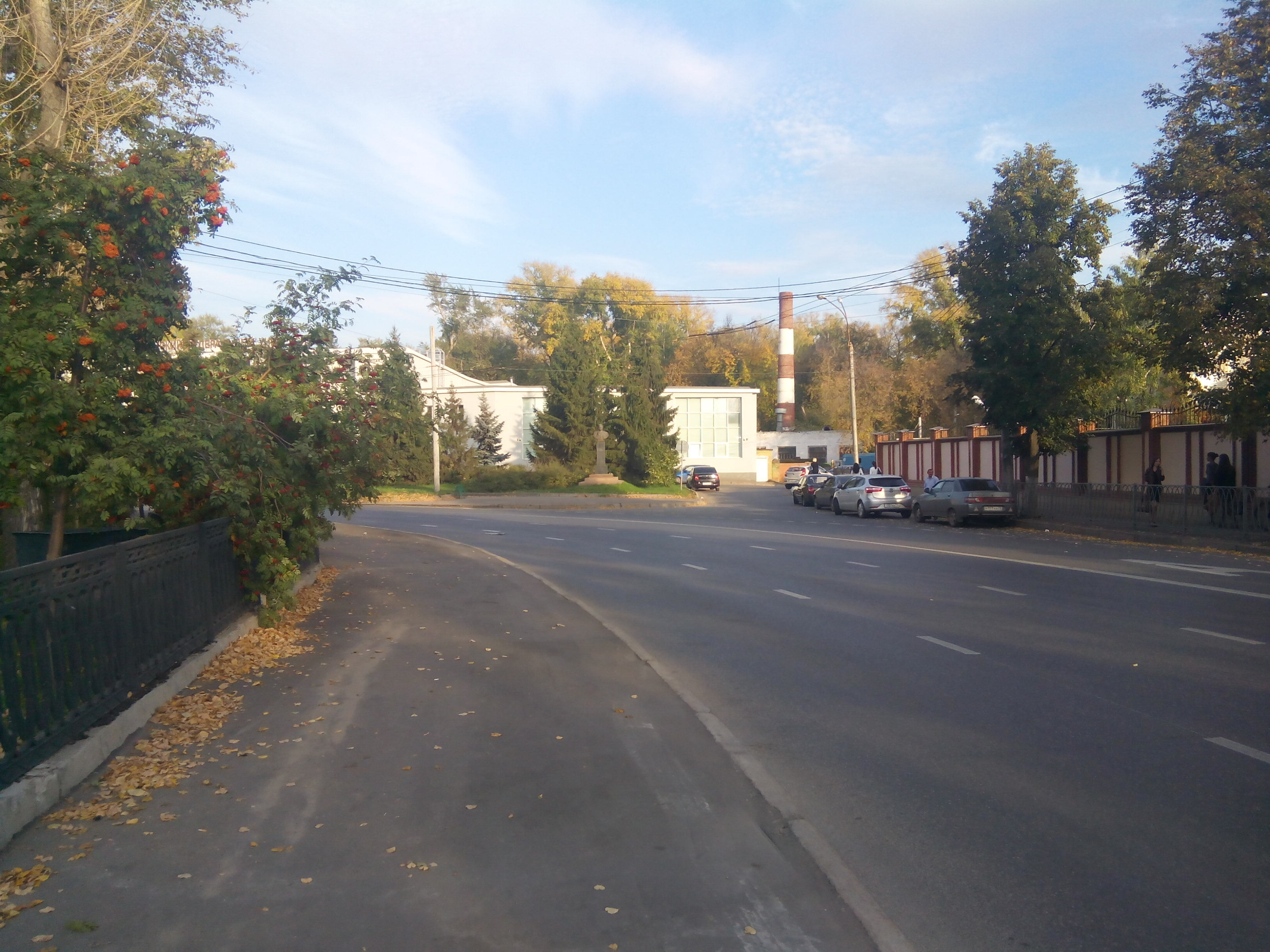
Бюст М. Горького
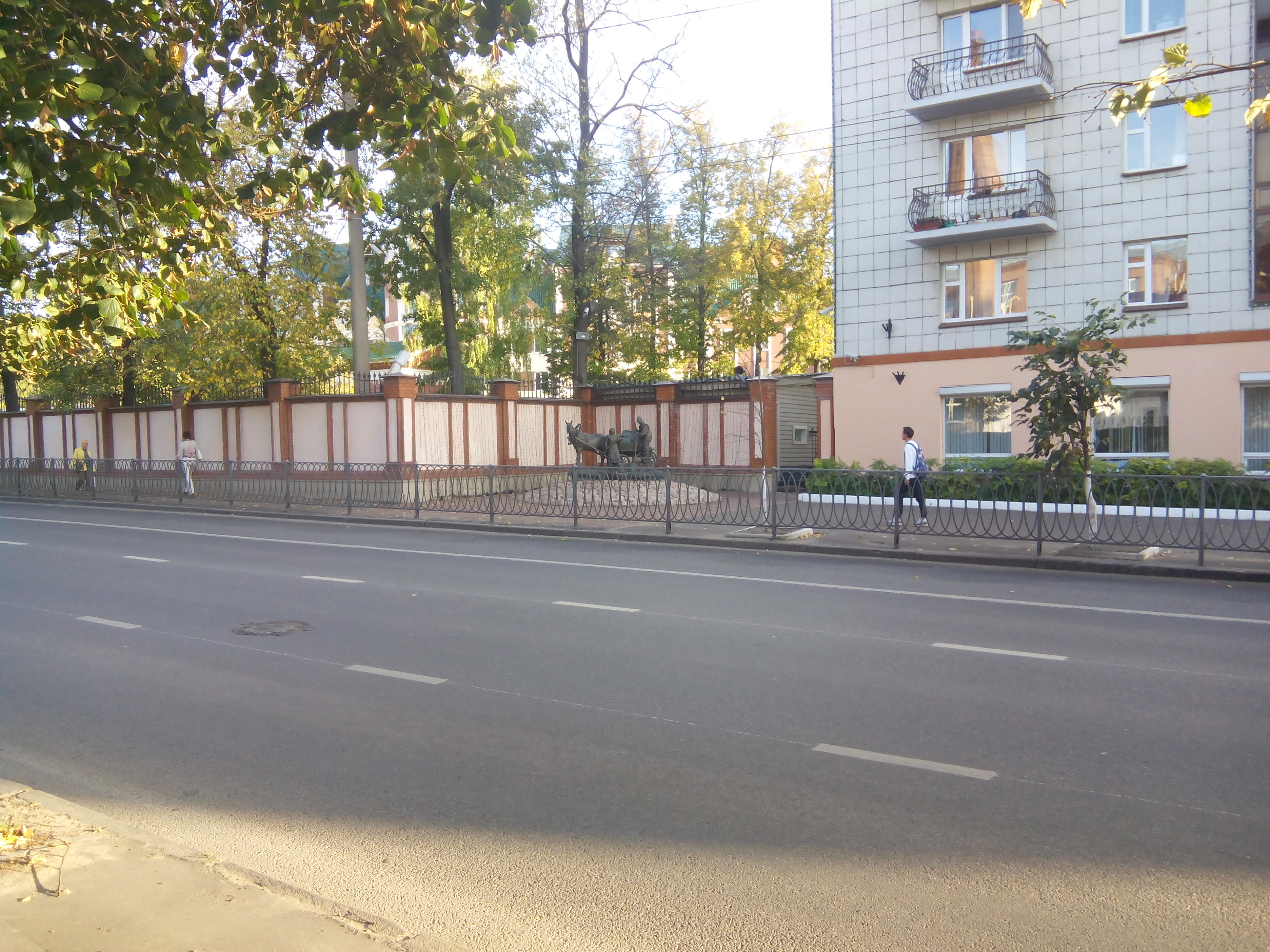
Памятник водовозу
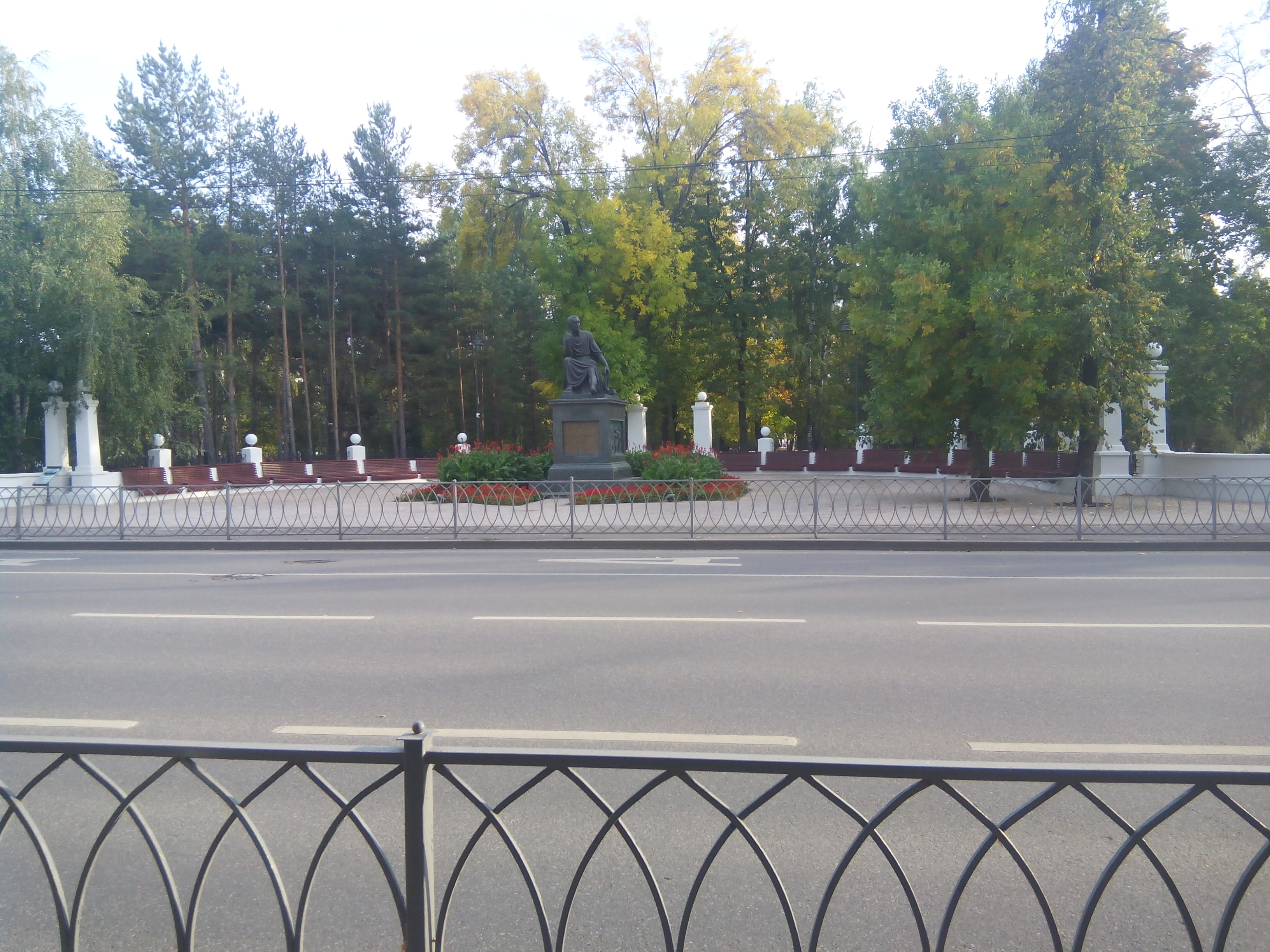
Памятник Державину
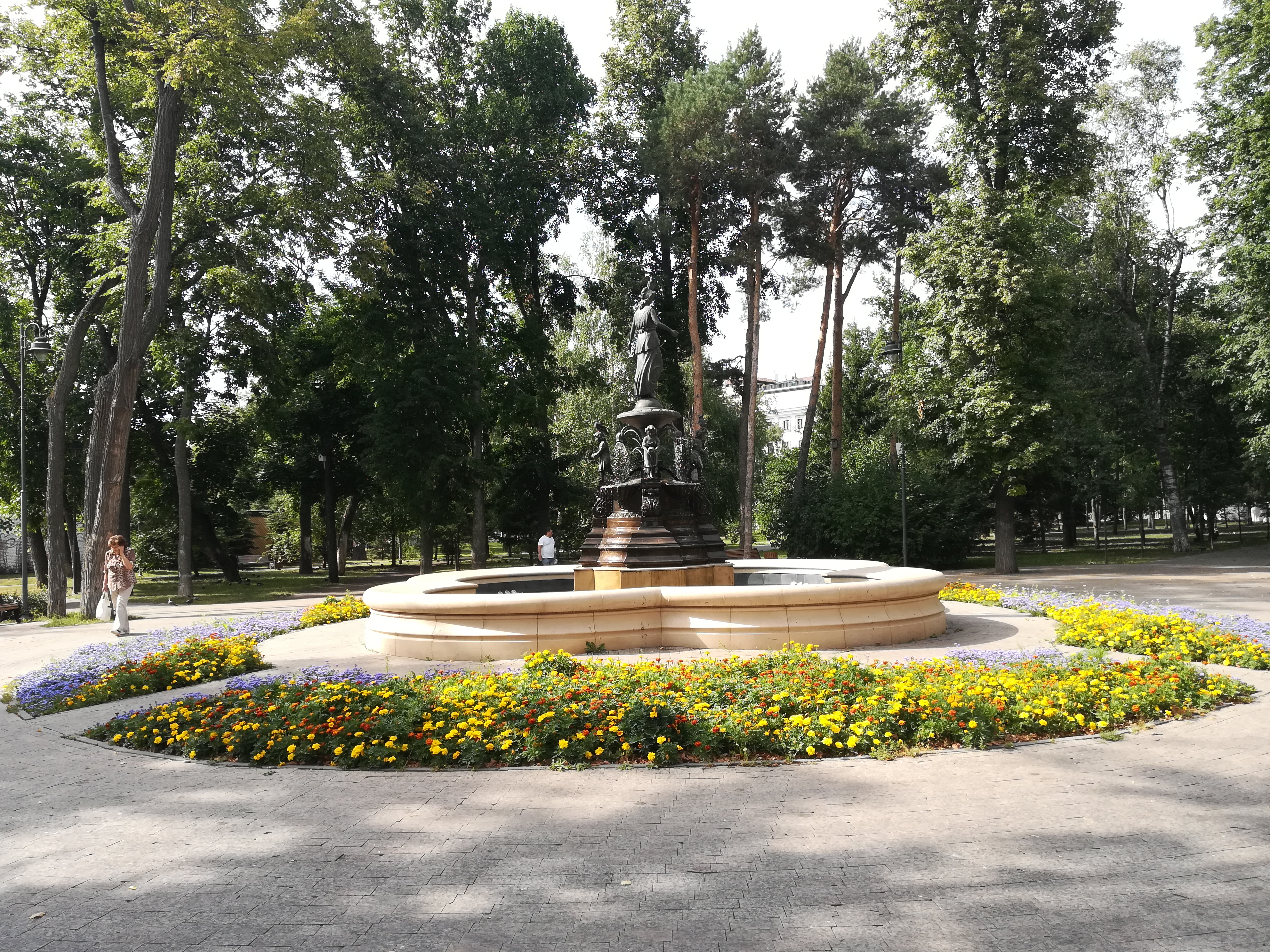
Лядской сад